# Acianthera butcheri
Acianthera butcheri é uma espécie de orquídea epífita, família Orchidaceae. É planta de baixa altitude que vive nas florestas úmidas da Costa Rica e Panamá. Trata-se de planta pendente, decaules finos de cor púrpura, com uma folha estreita e longa e inflorescência longas com poucas flores espaçadas esverdeadas com pintas púrpura, de sépalas longamente pubescentes, as laterais soldadas,pétalas pequenas e translúcidas e labelo verrucoso espesso obscuramente trilobulado com minúsculos lobos laterais eretos e lobo intermediário longo com margens miudamente serrilhadas. O rostelo tem dois lobos laterais curvos e longos. Seu exato posicionamento filogenético é incerto porém sabe-se que esta espécie está incluída entre os clados de Acianthera. Antes esteve classificada em um subgênero dePleurothallis junto com outras três espécies, o qual depois foi elevado a gênero, Didactylus.

## Publicação e sinônimos
- Acianthera butcheri (L.O.Williams) Pridgeon & M.W.Chase, Lindleyana 16: 242 (2001).

Sinônimos homotípicos:
- Pleurothallis butcheri  L.O.Williams, Fieldiana, Bot. 29: 346 (1961).
- Didactylus butcheri (L.O.Williams) Luer, Monogr. Syst. Bot. Missouri Bot. Gard. 103: 310 (2005).